# Racelopus pilifer
Racelopus pilifer là một loài Rêu trong họ Polytrichaceae. Loài này được Dozy & Molk. miêu tả khoa học đầu tiên năm 1856.